# Sota l'aigua tranquil·la
Sota l'aigua tranquil·la (títol original en anglès: Beneath Still Waters) és una pel·lícula de terror dirigida per Brian Yuzna i protagonitzada per Michael McKell, Raquel Meroño i Charlotte Salt. Està basada en una novel·la de Matthew Costello. Ha estat doblada al català.

## Argument
Estudiant com a deixeble d'Aleister Crowley, el líder d'un grup de classe alta invoca una força sobrenatural que devora lentament el poble de Marienbad i els seus habitants, amenaçant de difondre's més enllà dels seus límits geogràfics. L'alcalde de la ciutat propera encarrega la construcció d'una presa que inundaria la vall i, per tant, submergiria el poble tot segellant per sota l'aigua la força malvada després que el líder i els seus seguidors quedessin incapacitats per evitar que s'escapés. Tot i això, el destí va assegurar la llibertat del líder al romandre a les profunditats quan les aigües cobrien Marienbad. 40 anys després, una sèrie de desaparicions i morts en circumstàncies misterioses amenacen la ciutat al costat del pantà que ara cobreix Marienbad.

## Repartiment
- Michael McKell - Dan Quarry
- Raquel Meroño - Teresa Borgia
- Charlotte Salt - Clara Borgia
- Patrick Gordon - Mordecai Salas
- Manuel Manquiña - Luis
  - Omar Muñoz - Luis amb 10 anys
- Pilar Soto - Susana
- Diana Peñalver - Mrs. Martín
- Ricard Borràs - Mayor Luca
- Damià Plensa - Antonio
- David Meca - Sergent Eduardo
- Carlos Castañón - Capità de policia Keller
- Josep Maria Pou - Julio Gambine

A més apareixen en el repartiment Axelle Carolyn i Javier Botet, que debuta com a criatura humanoide.

## Producció
Es va produir a Catalunya. La pel·lícula és la novena i darrera pel·lícula produïda pel segell de Filmax Fantastic Factory. Està basada en la novel·la Beneath Still Waters de Matthew J. Costello.

## Estrena
La pel·lícula es va estrenar el 24 d'octubre de 2005 en el marc del Festival de Cinema de Terror i Fantasia de Sant Sebastià, i fou estrenat als cinemes espanyols el 26 de maig de 2006. Fou editada en DVD als Estats Units el 9 d'abril de 2007.

## Recepció
Steve Barton de Dread Central va qualificar-la d'1/5 estrelles i la va anomenar "mal muntada, sense cap gràcia, una absoluta pèrdua de temps". Annie Riordan de Brutal as Hell la va qualificar d'1/5 stars i va escriure que la pel·lícula no està a l'altura d'una premissa potencialment interessant. David Johnson de DVD Verdict va escriure que té bones escenes però va criticar la desconfiança en el mal desenvolupament de personatges CGI mal i tediosament desenvolupats com a personatges diferenciables. A DVD Talk, Scott Weinberg la va puntuar amb 2/5 estrelles, i Paul Mavis la va puntuar amb 1.5/5 estrelles; tots dos la consideraven derivada de pel·lícules de terror anteriors. Escrivint a The Zombie Movie Encyclopedia, Volume 2, l'acadèmic Peter Dendle va dir, "Les dimensions humanes de la història no es connecten bé, però les escenes submarines són visualment molt atractives."